# كلود بولارد
كلود بولارد (بالإنجليزية: Claude Pollard)‏ هو محامي أمريكي، ولد في 14 فبراير 1874، وتوفي في 25 نوفمبر 1942.